# Тасоско въстание
Тасоско въстание (на гръцки: Επανάσταση της Θάσο) е въоръжен бунт срещу османската власт, част от Гръцката война за независимост, избухнал през юни 1821 година на североегейския остров Тасос.
Бунтът избухва в края на юни 1821 година, след началото на Халкидическото въстание и пристигането на 800 въоръжени гърци от Псара, начело с капитан Канелос. Местните въстаници са оглавени от Георгис Метаксас, който първоначално изразява съмнения в успеха на въстанието. Четата на Хаджигеоргис и частта на капитан Канелос побеждават османците при Потос. Османците се оттеглят в Казавити, където се стичат и турци от другите селища на острова и оттам се оттеглят в Кавала. Въстаниците не избиват мюсюлманите на острова. Самият ага е арестуван, след което е освободен.
След първоначалния гръцки успех, османците започват да събират големи сили на македонския бряг в Керемидли. Тасосци изпращат пратеници на Псара за помощ. Корабите на А. Калимерис и Анагностис Валавандис бомбардират Керамоти и разпръсват събралите се там турци. Разбойническото поведение на 300 души, дошли от Псара обаче отблъскват местните жители от въстанието. Тасосци декларират вярност към империята като предават оръжията си и се съгласяват да платят всички дължими данъци за времето на въстанието срещу условието да няма въоръжени турци на острова. В доклад от 24 декември 1821 годиа на австрийския консул в Солун се казва, че Света гора и Тасос са омиротворени.